# Parco forestale Calaforno
Il Parco forestale Calaforno è un'area boschiva sita al confine fra il comune di Monterosso Almo e quello di Ragusa.

## Il sito
Si tratta di un terreno collinare, digradante verso il mare, che è stato sottoposto, negli ultimi anni, ad un importante piano di rimboschimento facendolo divenire un polmone verde in una zona sassosa ed arida qual è quella circostante. L'intenzione è quella di farlo diventare un'area protetta regionale, ma l'iter presso la Regione Siciliana non è ancora completato. 
Un po' più a valle si trova la grotta di Calaforno dalla quale ha mutuato il nome l'area boschiva. Tale grotta è stata, in ere passate, una necropoli i cui resti sono ancora visibili all'interno.
Erano presenti diversi percorsi escursionistici, aree per il pic-nic, un mulino ad acqua e una voliera con degli uccelli.
Il Parco è stato gravemente danneggiato da un incendio nell'agosto del 2021. È rimasto chiuso per anni, Solo nell'aprile del 2025 è tornato fruibile al pubblico, ma solo in alcune parti del parco. 
L'incendio del 2021 ha comunque distrutto la flora del parco, che impiegherà anni (se non decenni) a ripopolare il luogo. Sono ancora presenti i tronchi degli alberi bruciati dall'incendio, per cui si sconsigliano escursioni per il momento, sia per ragioni di sicurezza (per i quali il parco è rimasto chiuso quasi quattro anni), che per la vista che non è delle migliori.

## Galleria d'immagini

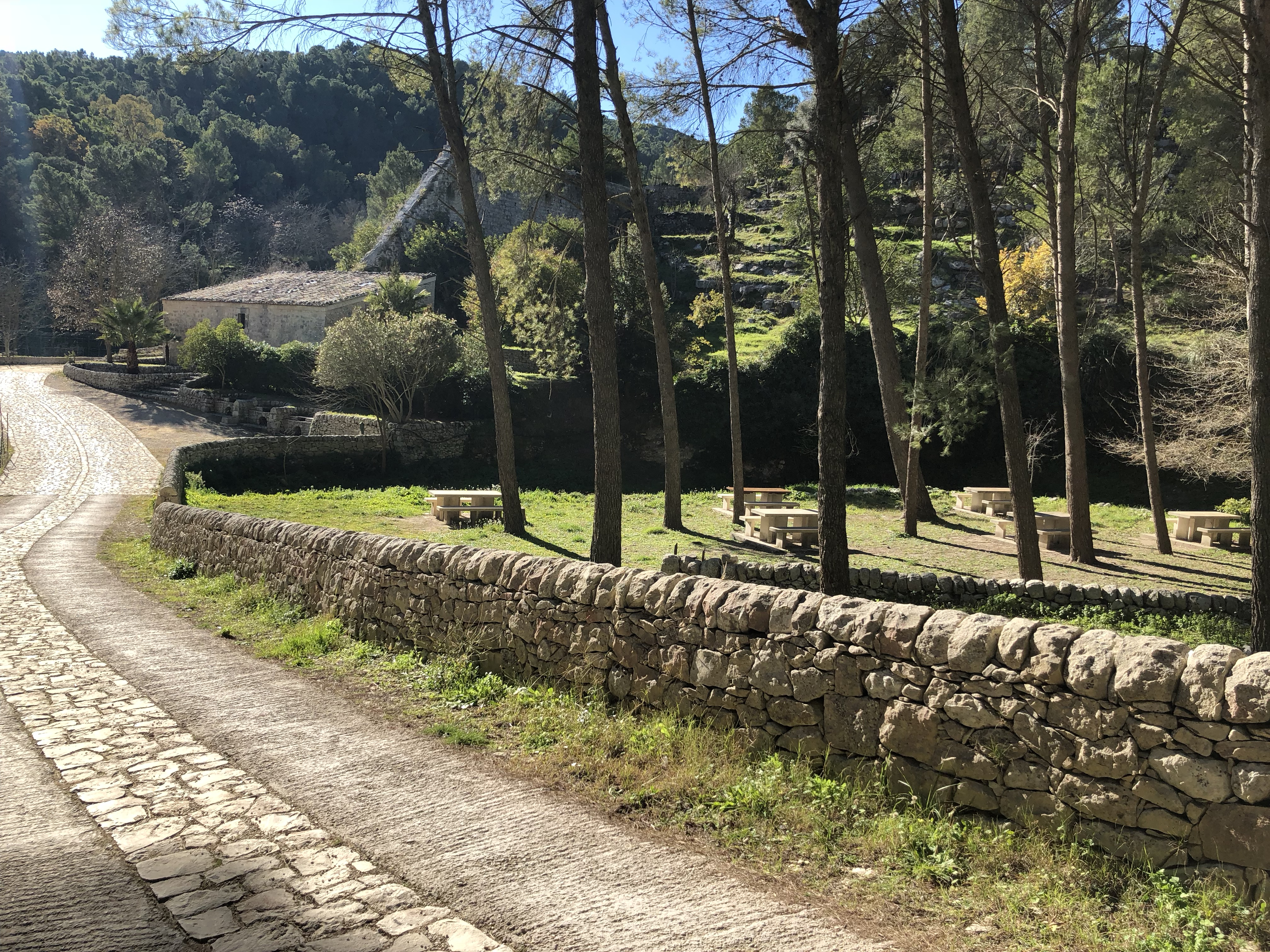
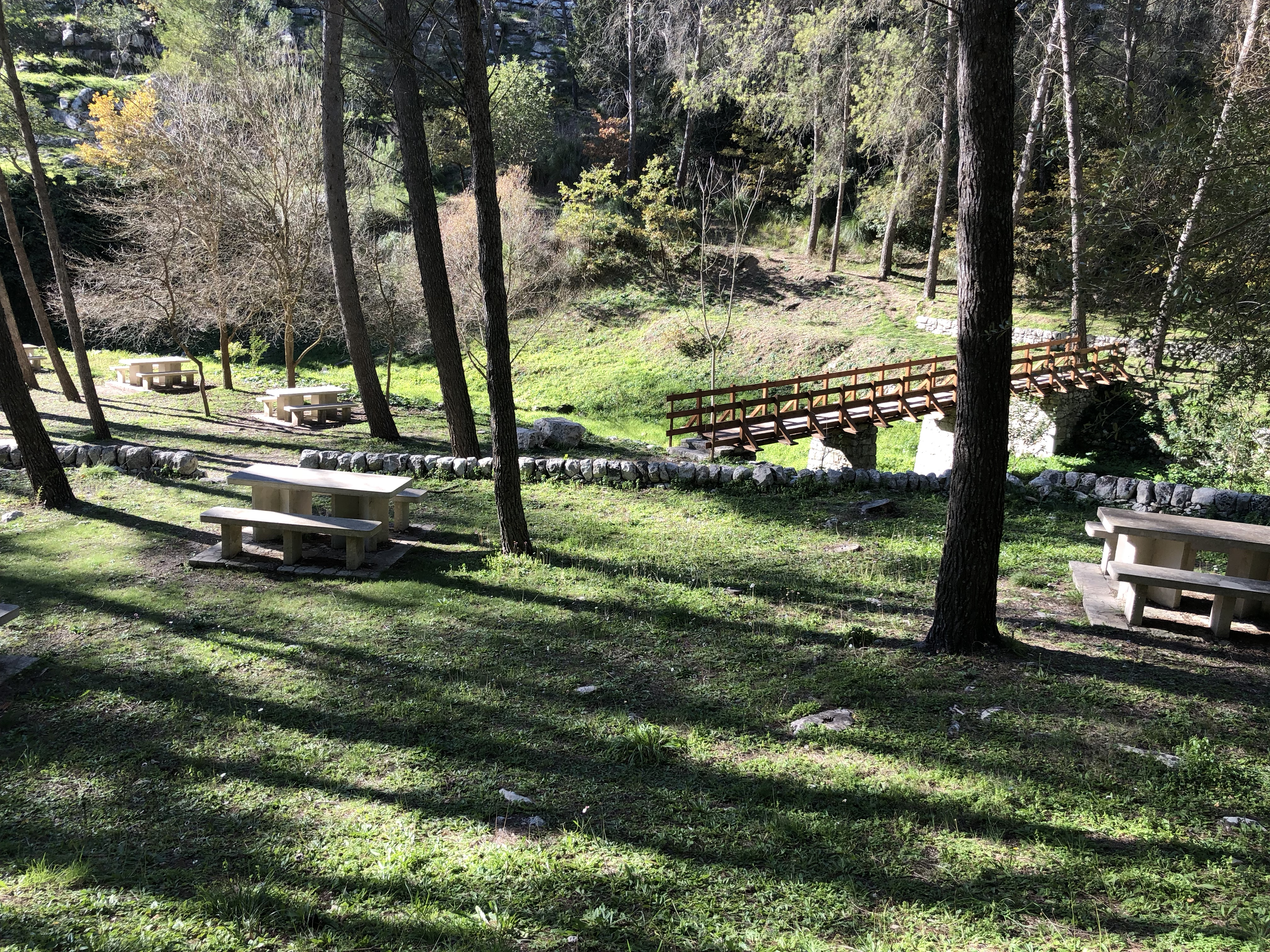
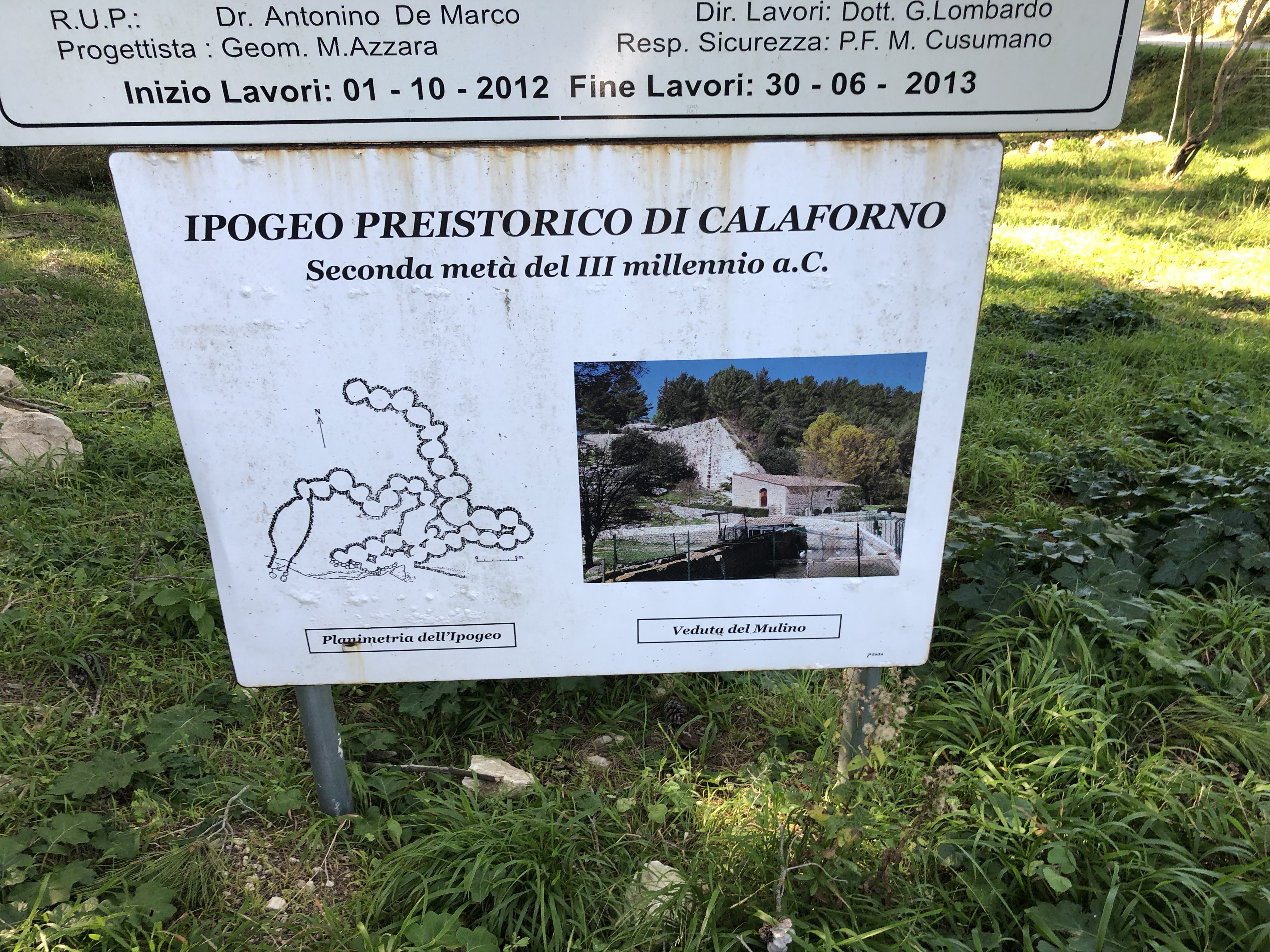